# Leucoloma mariei
Leucoloma mariei är en bladmossart som beskrevs av Bescherelle 1891. Leucoloma mariei ingår i släktet Leucoloma och familjen Dicranaceae. Inga underarter finns listade i Catalogue of Life.